# Bad Bodenteich
Bad Bodenteich è un comune mercato di 3.923 abitanti della Bassa Sassonia, in Germania.
Appartiene al circondario (Landkreis) di Uelzen (targa UE) ed è parte della comunità amministrativa (Samtgemeinde) di Bodenteich.